# Aldobrandini (Adelsgeschlecht)

Wappen der Aldobrandini

Aldobrandini ist der Name eines italienischen Adelsgeschlechts, das ursprünglich aus Florenz stammte, in Rom einen Papst und mehrere Kardinäle stellte und so in den päpstlichen Adel und in den europäischen Hochadel aufstieg. Der berühmt gewordene römische Zweig ist bereits 1681 erloschen, aber durch weibliche Erbfolgen blieben der Name und das Familienvermögen erhalten und noch heute führt ein Zweig der fürstlichen Familie Borghese den Titel Fürst Aldobrandini und besitzt Teile von deren Erbe.

## Geschichte

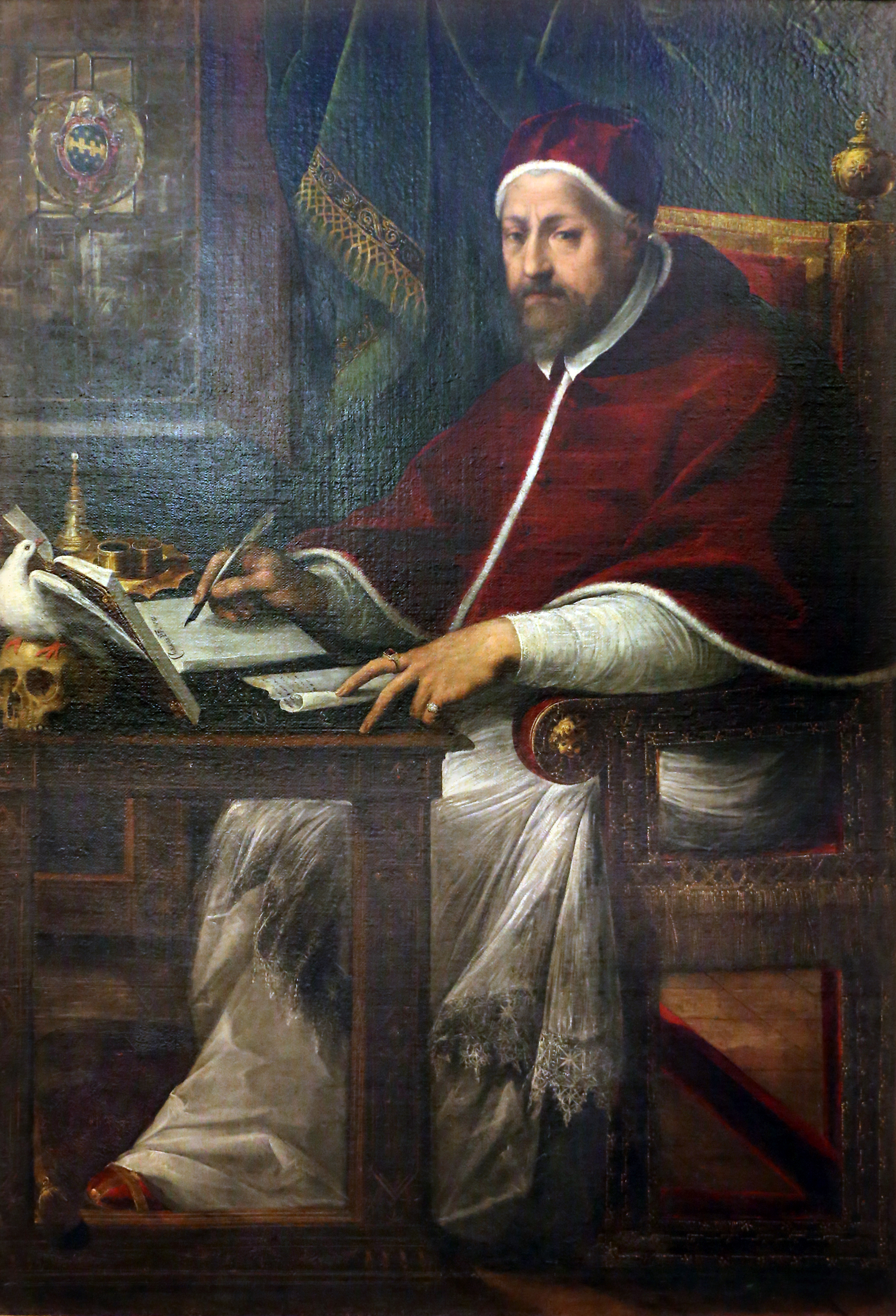
Ippolito Aldobrandini (1536–1605), Papst Clemens VIII.

Die Patrizierfamilie wurde im Florenz des 14. Jahrhunderts durch die internationalen Handelsbeziehungen der Stadt wohlhabend und teilte sich in mehrere Stämme (di Caruccio, di Neri, Bellincioni, di Lippo, di Madonna u. a.) Sie standen in engen Beziehungen zu den Medici und breiteten sich in Nord- und Mittelitalien sowie nach Rom aus, vergleichbar den Kaufmannsfamilien Barberini aus Florenz, Borghese und Chigi aus Siena oder Odescalchi aus Como, die ebenfalls Päpste stellten und dadurch in den Hochadel des Kirchenstaats aufstiegen.
Silvestro Aldobrandini (1499–1558) aus dem Zweig di Neri, Anwalt und Politiker, ging 1530 aus Opposition gegen Cosimo I. de’ Medici nach Fano, wurde dann als Reformator für die Gesetzgebung nach Venedig und Faenza berufen und ging 1548 nach Rom, wo er Sekretär von Papst Paul IV. wurde. Aus seiner Ehe mit Lisa Donati stammten die Söhne Giovanni Aldobrandini (1525–1573), der spätere Kardinal, und Ippolito Aldobrandini (1536–1605), der spätere Papst Clemens VIII. Letzterer betrieb den damals üblichen Nepotismus und berief seine Neffen Pietro Aldobrandini und Cinzio Passeri Aldobrandini zu Kardinälen, ferner seinen Urenkel Silvestro Aldobrandini und Verwandte aus anderen Familienzweigen wie Gian Francesco Aldobrandini. Die Tochter des Neffen Giovanni Francesco Aldobrandini, Margherita (1588–1646), wurde mit Ranuccio I. Farnese, Herzog von Parma und Piacenza, verheiratet. In das Pontifikat Clemens’ VIII. fielen die Hinrichtungen von Beatrice Cenci und Giordano Bruno.
Nach seinem Tod 1605 verloren die Aldobrandini in Rom rasch an Einfluss, sicherten sich jedoch Besitzungen außerhalb des Kirchenstaats in Meldola, Sarsina und Rossano. Der römische Zweig starb mit Olimpia Aldobrandini 1681 aus. Ihr Fideikommiss fiel an ihre Nachkommen aus der Familie Pamphilj und nach deren Erlöschen an die ebenfalls von Olimpia abstammenden Borghese, die daraus eine Sekundogenitur für Fürst Francesco Aldobrandini Borgheses (1776–1839) jüngeren Sohn Camillo (1816–1902) errichteten. Dazu gehörte bis 1929 die (dann in Staatsbesitz übergegangene) Villa Aldobrandini auf dem Quirinal in Rom sowie (bis heute) die ab 1598 – ebenfalls für Kardinal Pietro Aldobrandini – von den Architekten Giacomo della Porta und Carlo Maderno errichtete Villa Aldobrandini in Frascati, eine der bekanntesten Villen des frühen Barock.
Heutiger Titelträger ist Fürst Don Camillo Aldobrandini (* 1945), verheiratet mit Stefania Gallarati Scotti (* 1946), Titelerbe ist der Sohn Don Clemente Federico (* 1982).
Die Aldobrandini gehören, neben ihrem Hauptstamm Borghese sowie den Familien Barberini, Caetani, Chigi, Colonna, Doria-Pamphilj, Lante della Rovere, Massimo, Odescalchi, Orsini, Pallavicini, Riario Sforza, Rospigliosi, Ruspoli und Torlonia zu den bekanntesten Fürstenhäusern des stadtrömischen Adels.
Die Florentiner Linie erlosch erst 1861 und wurde von den Papadopoli, den Banchieri und den de Peon beerbt.

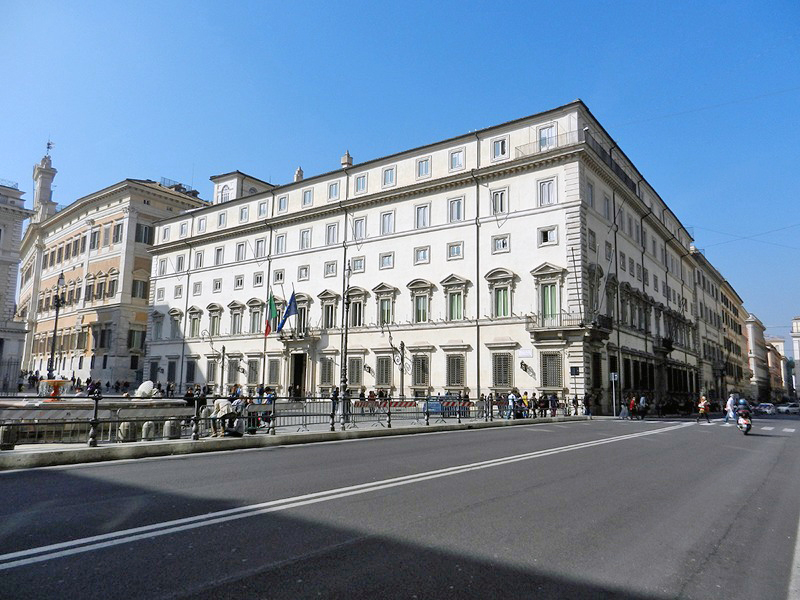
Palazzo Chigi (zuvor Aldobrandini) in Rom
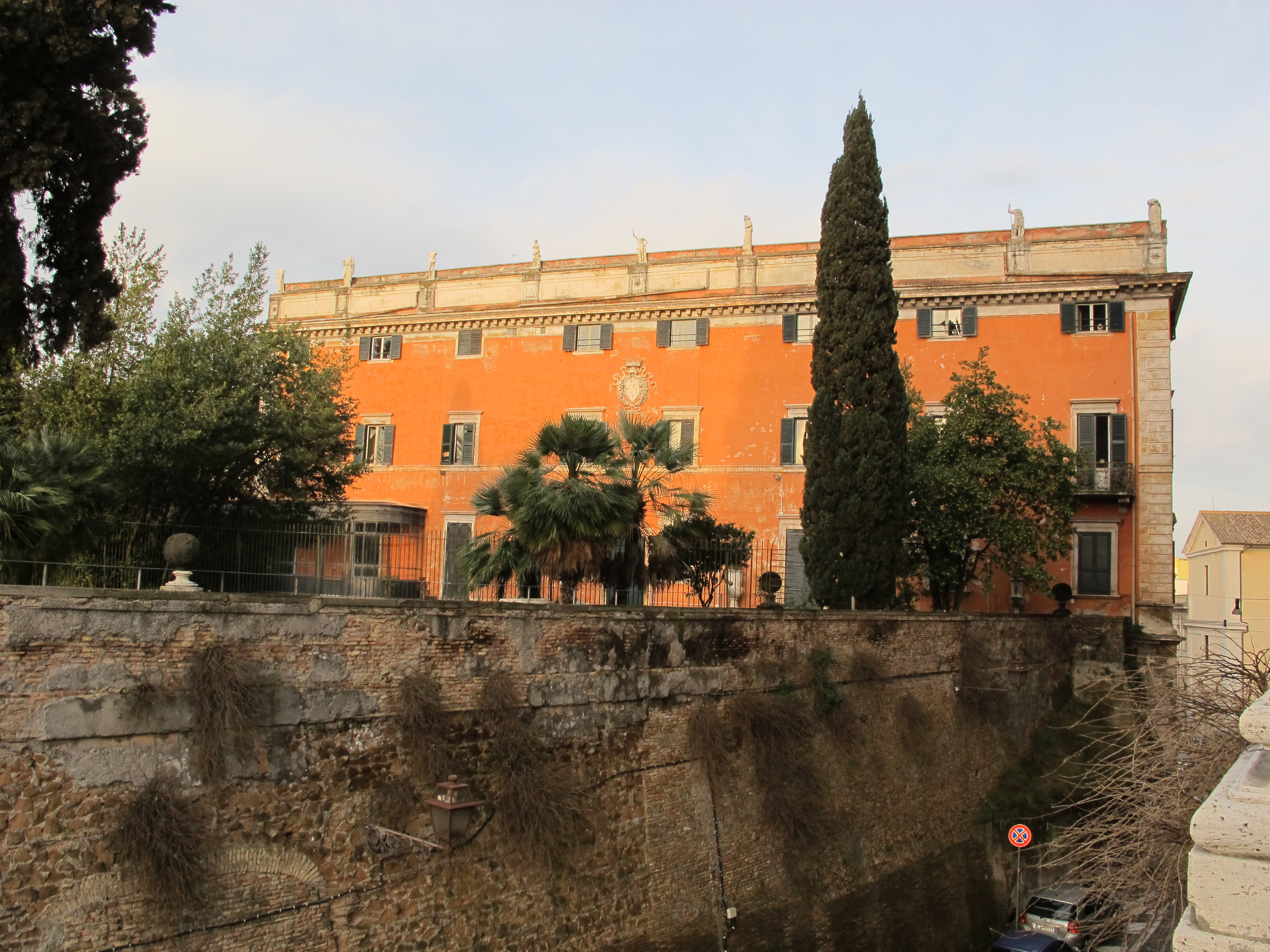
Villa Aldobrandini auf dem Quirinal in Rom
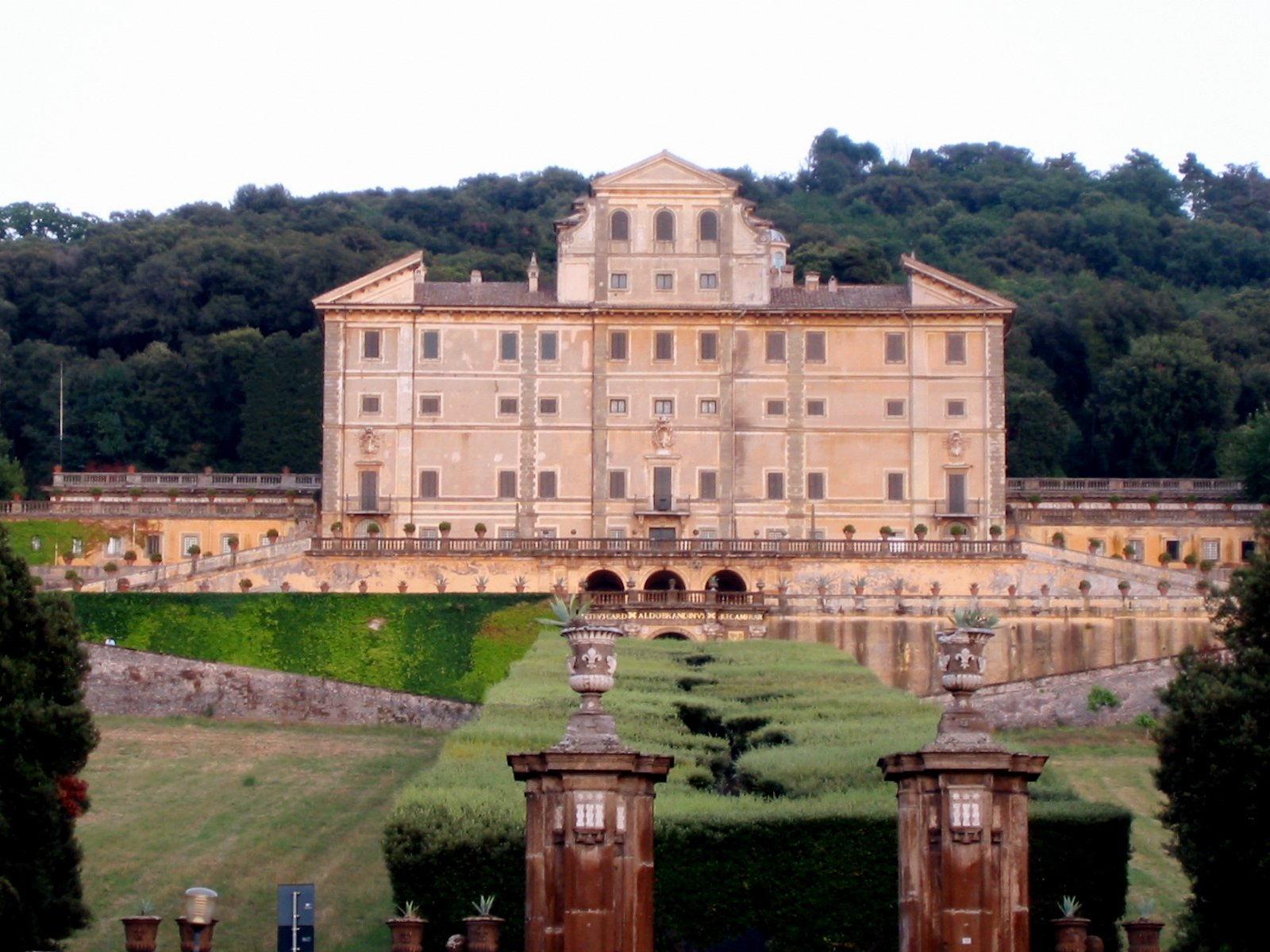
Villa Aldobrandini in Frascati
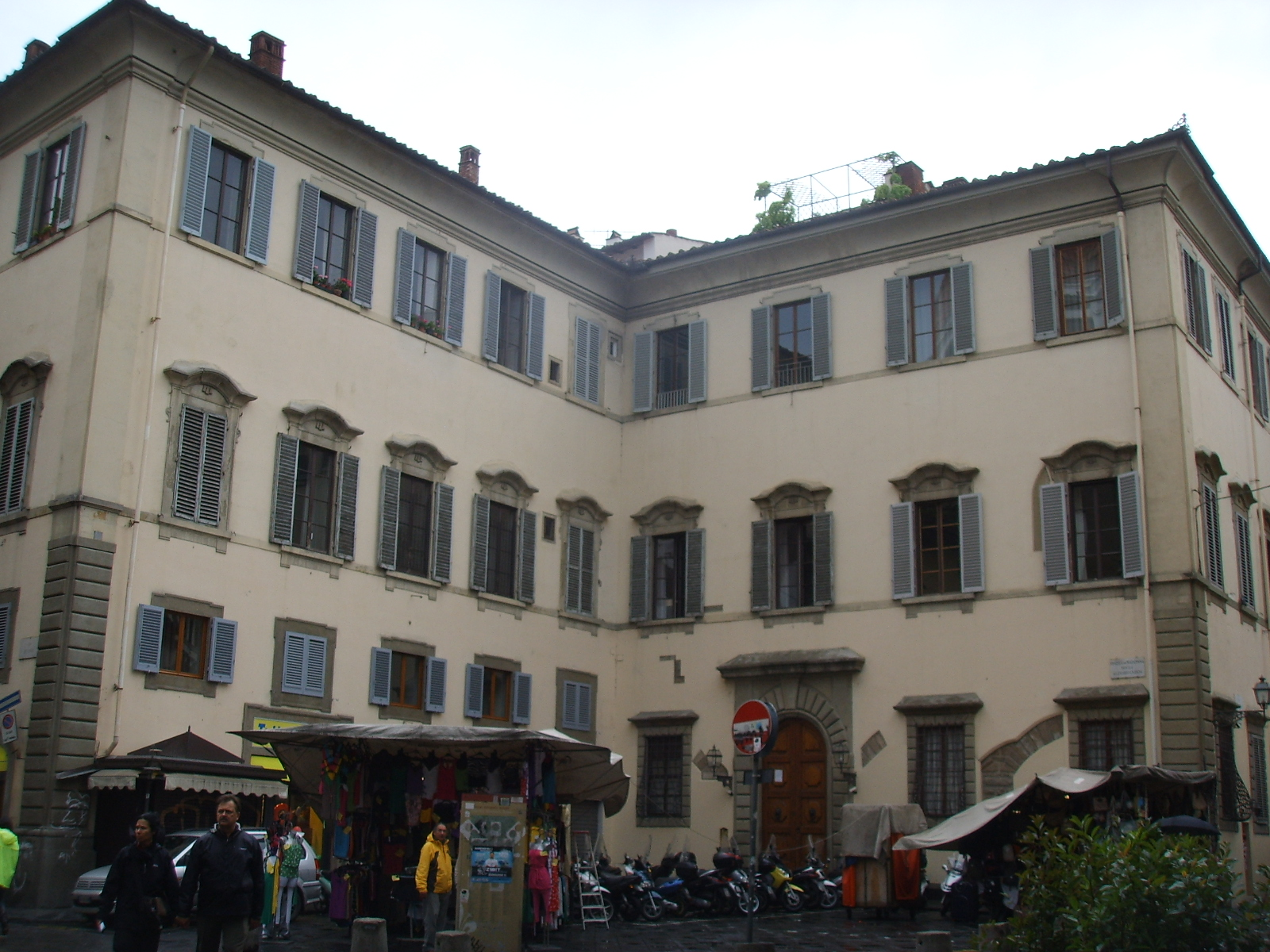
Palazzo Aldobrandini in Florenz

## Bekannte Familienmitglieder
- Baccio Aldobrandini (1613–1665), Kardinal der römisch-katholischen Kirche
- Cinzio Passeri Aldobrandini (16. Jahrhundert), Kardinal der römisch-katholischen Kirche
- Giovanni Aldobrandini (1525–1573), Kardinal der römisch-katholischen Kirche
- Ippolito Aldobrandini (1536–1605), Papst Clemens VIII.
- Ippolito Aldobrandini der Jüngere (1596–1638), Kardinal der römisch-katholischen Kirche
- Margherita Aldobrandini (1588–1646), Herzogin von Parma und Piacenza
- Olimpia Aldobrandini (1623–1681)
- Peter Igneus (Pietro Aldobrandini) O.S.B. († 1087), Kardinalbischof von Albano
- Pietro Aldobrandini (1571–1621), Kardinal der römisch-katholischen Kirche
- Silvestro Aldobrandini (1587–1612), Kardinal der römisch-katholischen Kirche

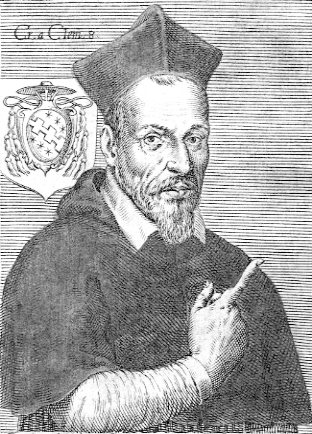
Cinzio Passeri Aldobrandini (nach 1550–1610), Kardinal
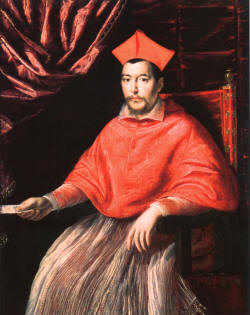
Pietro Aldobrandini (1571–1621), Kardinal
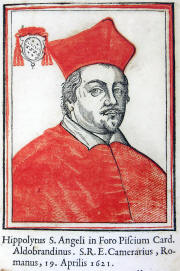
Ippolito Aldobrandini der Jüngere (1596–1638), Kardinal
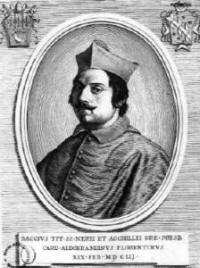
Baccio Aldobrandini (1613–1665), Kardinal
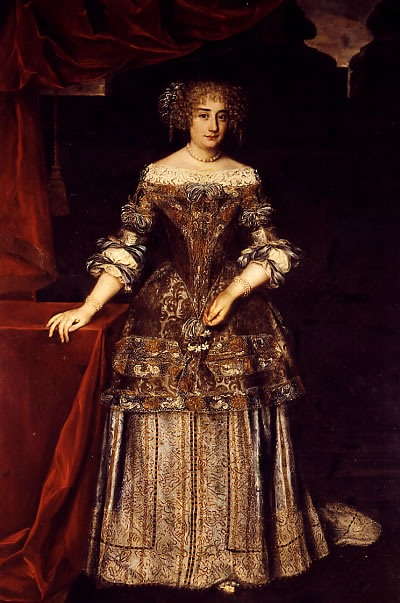
Olimpia Aldobrandini (1623–1681)

## Kunstsammlung

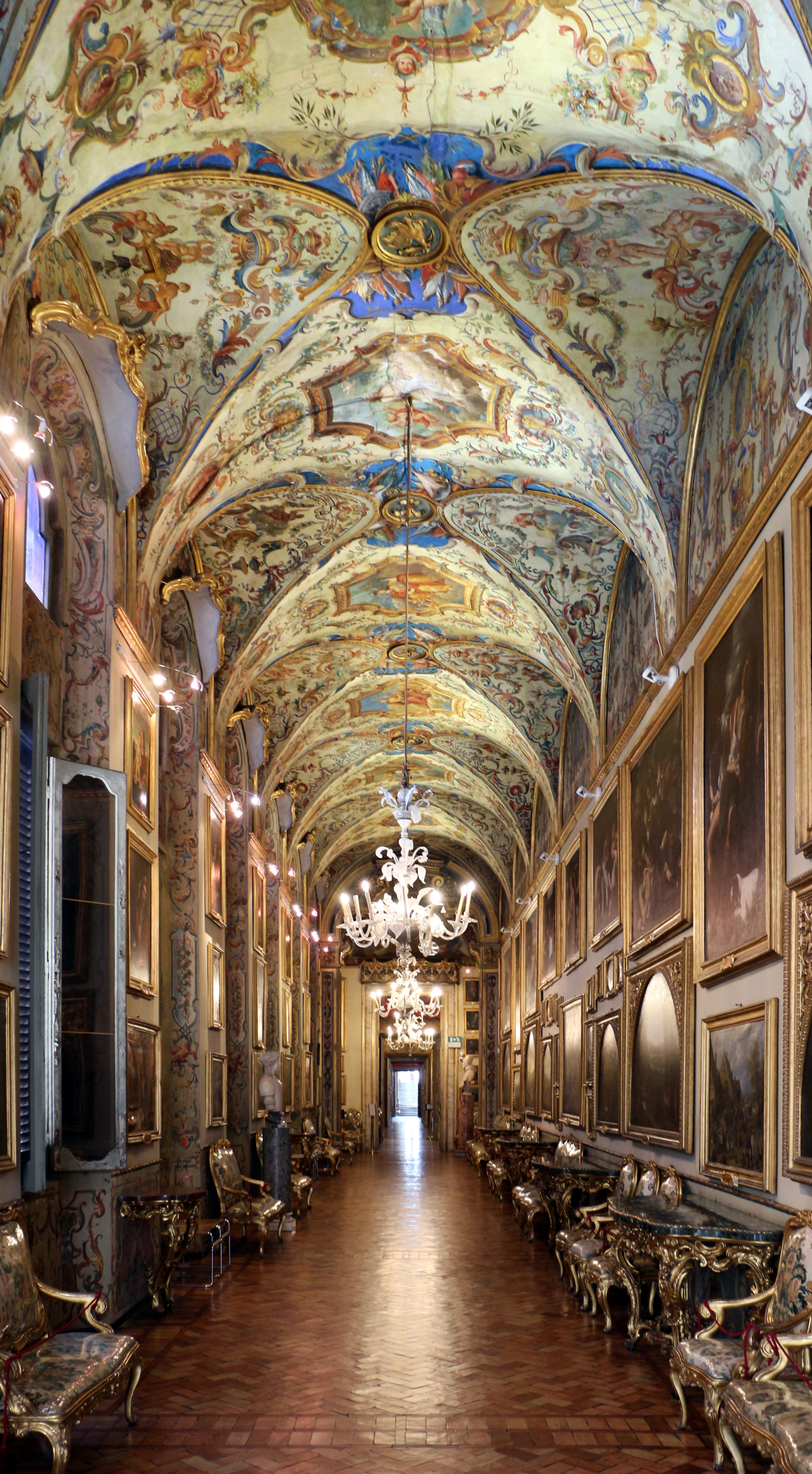
Galleria Aldobrandini im Palazzo Doria-Pamphilj, Rom

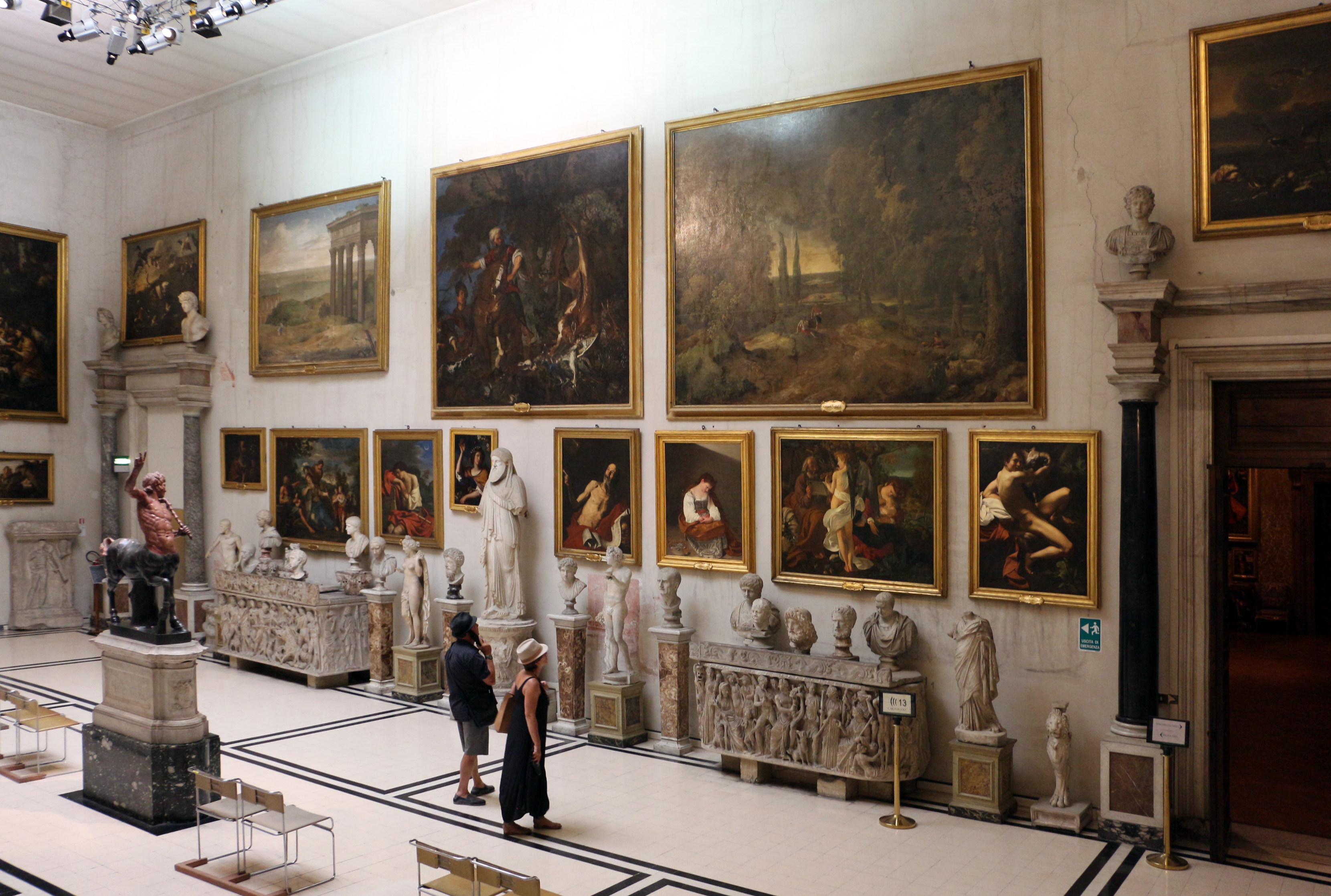
Die Sala Aldobrandini im Palazzo Doria-Pamphilj

Die einst bekannte, heute jedoch zerstreute Kunstsammlung (Collezione Aldobrandini), die etwa Goethe auf seiner Italienischen Reise im Sommer 1787 in Begleitung von Angelica Kauffmann besichtigte, hatte ihren Ursprung in Teilen der früheren Kunstsammlung des Hauses Este. Nach dem Aussterben der legitimen Linie dieser Familie mit Alfonso II. d’Este 1597 zog Papst Clemens VIII. das Herzogtum Ferrara 1598 als erledigtes Lehen ein und gliederte es dem Kirchenstaat an, während die Erben aus der sogenannten „Bastardlinie“ Este auf ihr Reichslehen Herzogtum Modena beschränkt blieben. In dieser Zeit gelang es dem Papstneffen Kardinal Pietro Aldobrandini, der die Eingliederung Ferraras administrierte, bedeutende Teile der Kunstsammlung in Ferrara an sich und nach Rom zu bringen. Dazu gehörten die zuvor in den Camerini d’alabastro (Alabasterkammern), einem Verbindungstrakt zwischen dem Castello Estense und dem benachbarten Palazzo Ducale, hängenden Gemälde, unter denen sich Hauptwerke der Renaissance befanden. Pietro hat diese schlicht gestohlen, wies aber später ein Testament vor, mit dem die ein Jahr danach gestorbene Schwester des letzten Herzogs, Lucrezia d'Este (1535–1598) ihm die Sammlung vermacht habe. Doch die Umstände des Erwerbs waren so dubios, dass einige der wichtigsten Gemälde in Rom generationenlang unter Verschluss gehalten wurden.
Pietro Aldobrandini begründete damit – zeitgleich mit der Sammlung Giustiniani und der Sammlung Borghese – die Phase der großen römischen Kunstsammlungen des 17. Jahrhunderts. Er erweiterte sie durch Zukäufe, etwa von Werken Tizians in Venedig oder von Correggios Noli me tangere in Bologna, sowie durch Auftragswerke, etwa von Annibale Carracci oder Domenichino. Zuerst im Apostolischen Palast eingelagert, ließ Pietro für die Gemälde eigens die Villa auf dem Quirinal errichten und brachte später Teile auch in die neu entstandene Villa in Frascati, welche der Papst ihm als Dank für die Rückgewinnung Ferraras spendiert hatte. Als Kardinal Pietro 1621 starb, erbte sein Neffe Giovan Giorgio Aldobrandini die Sammlung, danach dessen Bruder Kardinal Ippolito Aldobrandini. Nach dessen Tod 1638 fiel sie an Olimpia Aldobrandini, die mit ihrem Ehemann Camillo Pamphilj einen Palazzo am Corso bewohnte, den heutigen Palazzo Doria-Pamphilj. Dort ist noch gegenwärtig ein Teil der Sammlung zu sehen.
Einzelne bedeutende Gemälde hatte Olimpia jedoch an verschiedene einflussreiche Kardinäle verschenkt, den großen Rest teilten sich 1682 ihre Kinder aus zwei Ehen auf, wodurch wichtige Teile auch in die Galleria Borghese gelangten, darunter viele Gemälde der Schule von Ferrara, aber auch Raffaels Gemälde Dame mit dem Einhorn (Galleria Borghese) und Madonna dei Candelabri (heute in der Walters Art Gallery in Baltimore). Als 1760 die Familie Pamphilj ausstarb und ihr Palazzo an die Genueser Familie Doria fiel, setzten die Borghese durch, dass ihnen weitere Hauptwerke der Sammlung zugesprochen wurden, darunter Das Fest der Götter von Giovanni Bellini (unter Mitarbeit von Dosso Dossi und Tizian, heute National Gallery of Art, Washington DC), drei Werke von Tizian: Das Bacchanal der Andrianer, Bacchus und Ariadne, Die Verehrung der Venus (alle drei heute im Prado, Madrid), ferner die Anbetung der Hirten von Andrea Mantegna (heute Metropolitan Museum, New York) und die Heilige Katharina von Alexandria von Raffael (heute National Gallery, London). Ebenfalls an die Borghese fiel die Villa Aldobrandini in Frascati. Fürst Francesco Aldobrandini Borghese (1776–1839) schuf daraus eine Sekundogenitur für seinen zweiten Sohn Camillo (1816–1902). Seither führt dieser Zweig der Borghese den Titel Fürst Aldobrandini und besitzt mit der Villa auch noch Teile der Kunstsammlung.
Um die dritte Dekade des 19. Jahrhunderts wurden einige im Garten der Villa auf dem Quirinal befindliche antike Statuen für die preußischen Sammlungen angekauft und befinden sich heute in verschiedenen Berliner Museen.